# 제임스 아네스
제임스 아네스(James Arness, 1926년 3월 18일 ~ 2011년 6월 3일)는 미국의 배우이다.

## 출연 작품
- 석양의 카우보이 (1988)
- 알라모 (1987)
- 매니 리버스 투 크로스 (1955)
- 애혼 (1955)뎀 (1954)
- 백야의 탈출 (1953)
- 혼도 (1953)
- 바그다드의 베일  (1953)
- 서부의 지평선 (1952)
- 빅 짐 맥레인 (1952)
- 아이언 맨 (1951)
- 투 로스트 월드 (1951)
- 괴물 디 오리지널 (1951)
- 웨곤 마스터 (1950)
- 배틀그라운드 (1949)
- 농부의 딸 (1947)

### 텔레비전
- 딜론 보안관 (1955)
- 불타는 서부 - 78년 시리즈 (1978)
- 불타는 서부 - 77년 시리즈 (1977)